# Douglas Stewart (Filmeditor)
Samuel Douglas Stewart (* 27. März 1919 in Kanada; † 3. März 1995 in Los Angeles, Kalifornien) war ein kanadisch-US-amerikanischer Filmeditor, der bei der Oscarverleihung 1984 einen Oscar für den besten Schnitt gewann.

## Leben
Stewart begann seine Laufbahn als Editor in der Filmwirtschaft 1953 bei dem Film The Hitch-Hiker und wirkte bis 1983 bei der Herstellung von über fünfzig Filmen und Fernsehserien mit. In den 1970er und 1980er Jahren war er an mehrere Filmen von Don Siegel beteiligt.
1971 war er erstmals für einen Emmy für herausragende Verdienste beim Filmschnitt im Unterhaltungsprogramm nominiert, und zwar für die Folge To Taste of Death But Once der von der NBC produzierte Fernsehserie The Bold Ones: The Senator (1970) von Daryl Duke mit Hal Holbrook, Michael Tolan und Sharon Acker in den Hauptrollen. Eine weitere Nominierung für den Emmy in dieser Kategorie erhielt er 1976 für eine Folge der von der ABC produzierten Fernsehserie Reich und Arm (1976) mit Peter Strauss, Nick Nolte und Susan Blakely.
Bei der Oscarverleihung 1984 gewann er zusammen mit Glenn Farr, Lisa Fruchtman, Stephen A. Rotter und Tom Rolf einen Oscar für den besten Schnitt in dem Film Der Stoff, aus dem die Helden sind (1983) von Philip Kaufman mit Sam Shepard, Scott Glenn und Ed Harris.

## Filmografie (Auswahl)
- 1953: The Hitch-Hiker
- 1962–1965: The Alfred Hitchcock Hour (Fernsehserie)
- 1969: Ein himmlischer Schwindel (Change of Habit)
- 1969: The Bold Ones: The Protectors (Fernsehserie)
- 1972: Der große Minnesota-Überfall (The Great Northfield Minnesota Raid)
- 1973: Runaway! (Fernsehfilm)
- 1974: Die weiße Dämmerung (The White Dawn)
- 1976: Der letzte Scharfschütze (The Shootist)
- 1977: Telefon
- 1978: Die Körperfresser kommen (Invasion of the Body Snatchers)
- 1979: Der Löwe zeigt die Krallen (Rough Cut)
- 1982: Mord in Zelle 3 (Fast Walking)
- 1982: Verhext (Jinxed)
- 1983: Der Stoff, aus dem die Helden sind (The Right Stuff)

## Auszeichnungen
- 1984: Oscar für den besten Schnitt